# 張觀 (明朝)
张观（？—？），字可观，松江府枫泾县（今上海市金山区，一说今浙江省嘉善县东北）人，元朝末年明朝初年画家。

## 生平
张观自幼爱游山玩水，喜作山水画。学习马远、夏圭、郭熙，后来张观与吴镇、盛懋、丁野夫交友，画作大有进步，元代末年，张观迁居嘉兴（今浙江省嘉兴市），明太祖洪武年间寓居长洲（今江苏省苏州市）。他的画作雍容苍秀、格韵悉佳、古劲清润、秀雅胜俗。张观博文好学，擅长摹仿、鉴赏，经常鉴定古书画、古玩器物，收藏古砚很多，在长洲之周庄（今江苏省昆山市）去世，因为用砚台殉葬，墓葬被称为“砚子坟”。
传世作品主要作品《山林清趣图》，又名《秋林茅屋图》、《秋林远航图》。为至正十八年（1358年）所作，藏于故宫博物院。相传《月下人物图》册页也为其所作，藏于美国纽约大都会博物馆。

## 家族
父亲是木匠。